# Formiguer cuanegre
El formiguer cuanegre (Myrmoborus melanurus) és una espècie d'ocell de la família dels tamnofílids (Thamnophilidae).
Habita els boscos del nord-est del Perú.